# Murharpur, Manvi
Murharpur là một làng thuộc tehsil Manvi, huyện Raichur, bang Karnataka, Ấn Độ.